# Wallfahrtskapelle Neusaß

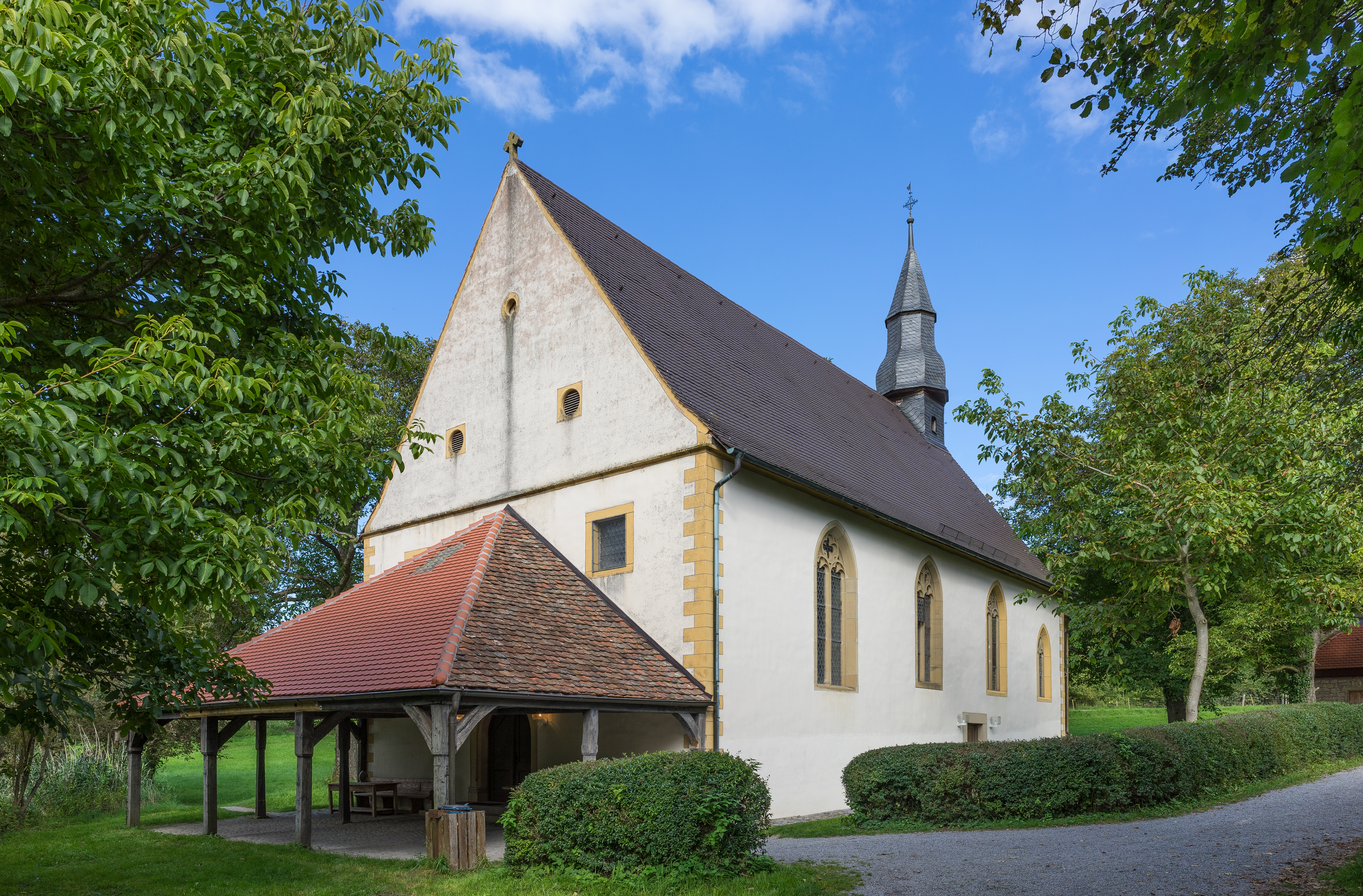
Wallfahrtskapelle Neusaß

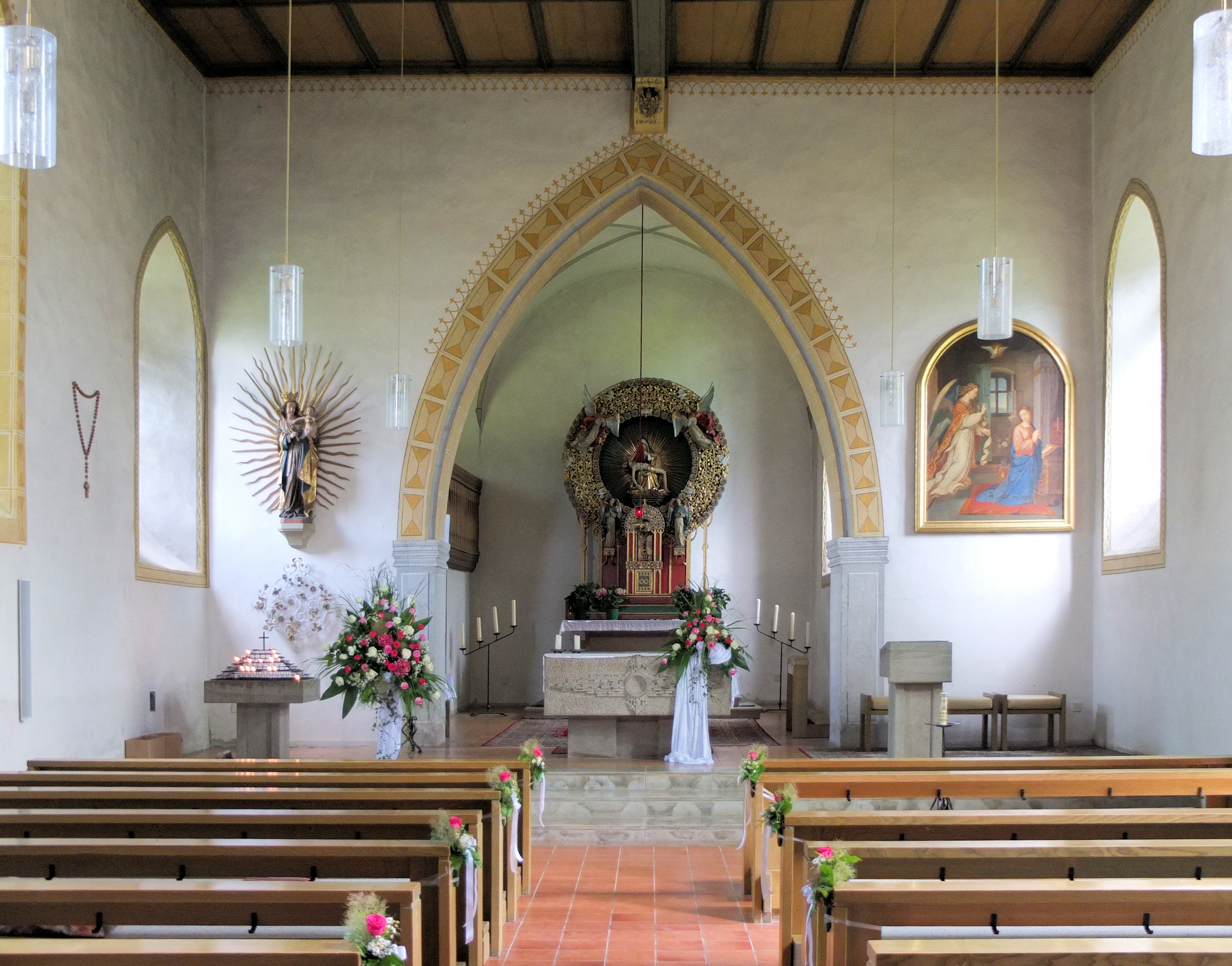
Innenansicht

Die Wallfahrtskapelle Neusaß in Neusaß,  einem Wohnplatz der Gemeinde Schöntal im Hohenlohekreis in Baden-Württemberg, geht auf die Keimzelle des wenige hundert Meter entfernten Klosters Schöntal zurück. Die Marienwallfahrt zu der Kapelle ist seit 1395 belegt.

## Geschichte

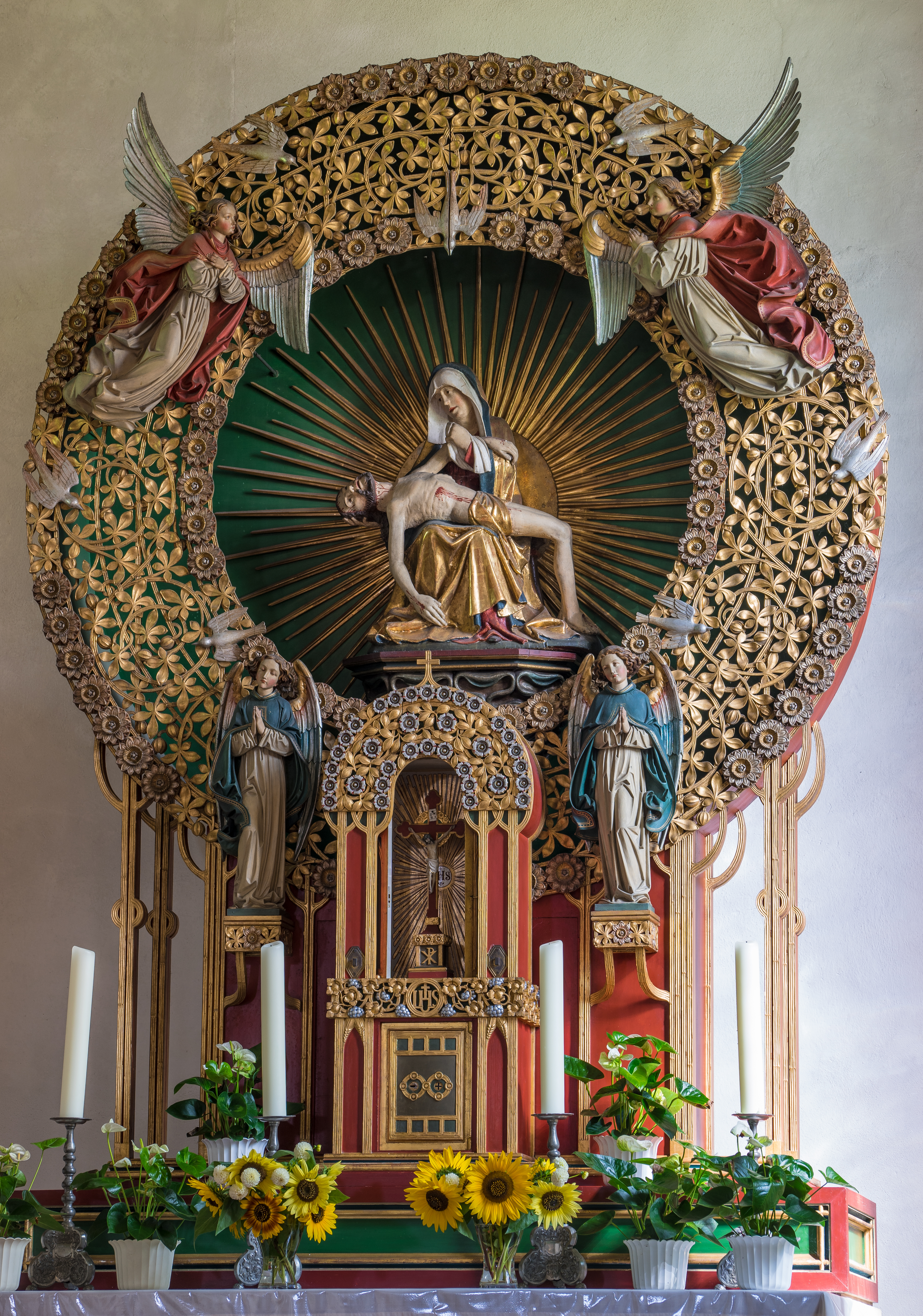
Jugendstilaltar mit spätgotischer Pieta

Das Kloster Schöntal wurde von Mönchen des Klosters Maulbronn um 1152 ursprünglich in Neusaß gegründet und schon wenige Jahre später ins „schöne Tal“ der Jagst verlegt. Auf der Anhöhe in Neusaß verblieben die alte Holzkirche der Mönche und einige Fischweiher des Klosters, die von der Quelle bei der Kirche (dem so genannten Heiligenbrünnle) und vom Honigbach gespeist werden.
Im späten Mittelalter entwickelte sich Neusaß zum Ziel einer Marienwallfahrt, die 1395 erstmals belegt ist, und anlässlich der ab 1397 bis in die zweite Hälfte des 19. Jahrhunderts auch ein Markt stattfand.
Die ältesten Teile der heutigen Kapelle stammen aus der Zeit der Spätgotik, die Kapelle erhielt 1667 einen neuen Chor und wurde 1706 vergrößert. Anlässlich des Neubaus des Chors 1667 wurde auch das Heiligenbrünnlein bei der Kirche neu gefasst, dem man eine Heilwirkung nachsagt.
Der Altar der Kirche wurde 1906 errichtet. Er wurde von Theodor Schnell dem Jüngeren geschaffen und trägt die Züge des Jugendstils. In der Mitte eines kreisrunden, aus goldenem Rankwerk gebildeten Schreins enthält er eine spätgotische, farbig gefasste Pieta.